# Gerry Ashmore
Gerry Ashmore (1936. július 25. – 2021. augusztus 25.) brit autóversenyző.

## Pályafutása
Pályafutása alatt a Formula–1-es világbajnokság négy versenyén vett részt. Három alkalommal érte el a futamon való induláshoz is szükséges limitet. Mindössze egy futamon ért célba; az 1961-es német nagydíjon tizenhatodik lett.
Több a világbajnokságon kívül rendezett Formula–1-es versenyen is rajthoz állt. Az 1961-es nápolyi nagydíjon Giancarlo Baghetti mögött másodikként zárt.

## Eredményei

### Teljes Formula–1-es eredménylistája
(Táblázat értelmezése)

(Félkövér: pole-pozícióból indult; dőlt: leggyorsabb kört futott) 

| Év   | Csapat        | Modell      | Motor             | 1   | 2   | 3   | 4   | 5      | 6      | 7      | 8   | 9   | Helyezés | Pont |
| ---- | ------------- | ----------- | ----------------- | --- | --- | --- | --- | ------ | ------ | ------ | --- | --- | -------- | ---- |
| 1961 | Gerry Ashmore | Lotus 18    | Climax Straight-4 | MON | NED | BEL | FRA | GBR Ki | GER 16 | ITA Ki | USA |     | -        | 0    |
| 1962 | Gerry Ashmore | Lotus 18/21 | Climax Straight-4 | NED | MON | BEL | FRA | GBR    | GER    | ITA Nk | USA | RSA | -        | 0    |

## Külső hivatkozások
- Profilja a grandprix.com honlapon (angolul)
- Profilja a statsf1.com honlapon (angolul)